# Bourvil
André Raimbourg, còn gọi là Bourvil, là nam diễn viên, ca sĩ và diễn viên hài người Pháp, sinh ngày 25 tháng 7 năm 1917 tại Prétot-Vicquemare (Seine-Inférieure) và qua đời vào ngày 23 tháng 9 năm 1970 tại Paris (quận 16).

## Tiểu sử
André Robert Raimbourg, bí danh Bourvil, là con trai thứ hai của ông Albert René Raimbourg (1889-1918), qua đời vì dịch cúm Tây Ban Nha trong Chiến tranh thế giới thứ nhất và bà Eugénie Pascaline Hortense Marie Pesquet (1891-1970), một nông dân.
Ông đã trải qua thời thơ ấu với mẹ và người chồng mới, một nông dân tên là Joseph Ménard, ở Bourville, ngôi làng của mẹ ông, nơi bà trở về vào năm 1921. Do đó, ông có một người anh trai, René Raimbourg (bác sĩ nhãn khoa ở Le Havre), một em gái Denise (1919-2006), một người chị cùng cha khác mẹ Thérèse và một người anh em cùng cha khác mẹ, Marcel Ménard, sau này là thị trưởng của thị trấn Bourville.

## Sự nghiệp điện ảnh
- 1941: Croisières sidérales
- 1945: La Ferme du pendu
- 1946: Pas si bête
- 1947: Le Studio en folie
- 1947: Par la fenêtre
- 1947: Blanc comme neige
- 1948: Le Cœur sur la main
- 1949: Le Roi Pandore
- 1950: Miquette
- 1950: Le Rosier de Madame Husson
- 1950: Le Passe-muraille
- 1951: Seul dans Paris
- 1952: Le Trou normand
- 1952: Cent francs par seconde
- 1953: Les Trois Mousquetaires
- 1954: Si Versailles m'était conté... directed by Sacha Guitry
- 1954: Poisson d'avril
- 1954: Cadet-Rousselle
- 1954: Le Fil à la patte
- 1955: Les Hussards
- 1956: La Traversée de Paris
- 1956: The Singer from Mexico
- 1958: Les Misérables directed by Jean-Paul Le Chanois
- 1958: Le Miroir à deux faces
- 1958: fr [Sérénade au Texas]
- 1958: Un drôle de dimanche
- 1959: Le chemin des écoliers
- 1959: Le Bossu
- 1959: The Green Mare (La Jument verte)
- 1960: Le Capitan
- 1960: Fortunat
- 1961: Tout l'or du monde
- 1961: Le Tracassin ou les plaisirs de la ville ("The Busybody", Alex Joffé)
- 1962: Les Culottes rouges
- 1962: Les Bonnes Causes
- 1962: The Longest Day
- 1962: Tartarin de Tarascon
- 1962: Un clair de lune à Maubeuge
- 1963: Le Magot de Josepha
- 1963: Un drôle de paroissien
- 1963: fr [La Cuisine au beurre]
- 1964: La Grande Frousse
- 1964: Le Corniaud (The Sucker) directed by Gérard Oury
- 1965: Guerre secrète
- 1965: La Grosse Caisse
- 1965: Les Grandes Gueules
- 1966: La Grande Vadrouille directed by Gérard Oury
- 1966: Trois enfants dans le désordre
- 1967: Les Arnaud
- 1967: Les Cracks
- 1968: La Grande Lessive
- 1968: Le Cerveau directed by Gérard Oury
- 1969: Monte Carlo or Bust (Gonflés à bloc) directed by Ken Annakin
- 1969: The Christmas Tree (L'Arbre de Noël), directed by Terence Young
- 1969: L'Étalon directed by Jean-Pierre Mocky
- 1970: Le Cercle rouge directed by Jean-Pierre Melville
- 1970: Le Mur de l'Atlantique (Atlantic Wall) directed by Marcel Camus

## Các bài hát
Các bài hát nổi tiếng nhất:
- "La tendresse"
- "Salade de fruits"
- "Les crayons"
- "La Tactique du gendarme" (from the film Le roi Pandore)
- "Ballade irlandaise"
- "Un clair de lune à Maubeuge"
- "Petit bal perdu" (C'était bien)
- ″Ma p′tite chanson″

### Tiếng Pháp
- Trang tiểu sử Lưu trữ ngày 4 tháng 10 năm 2012 tại Wayback Machine
- Bourvil trên Encinematheque Lưu trữ ngày 5 tháng 6 năm 2012 tại Wayback Machine